# 長野県道185号岡谷下諏訪線

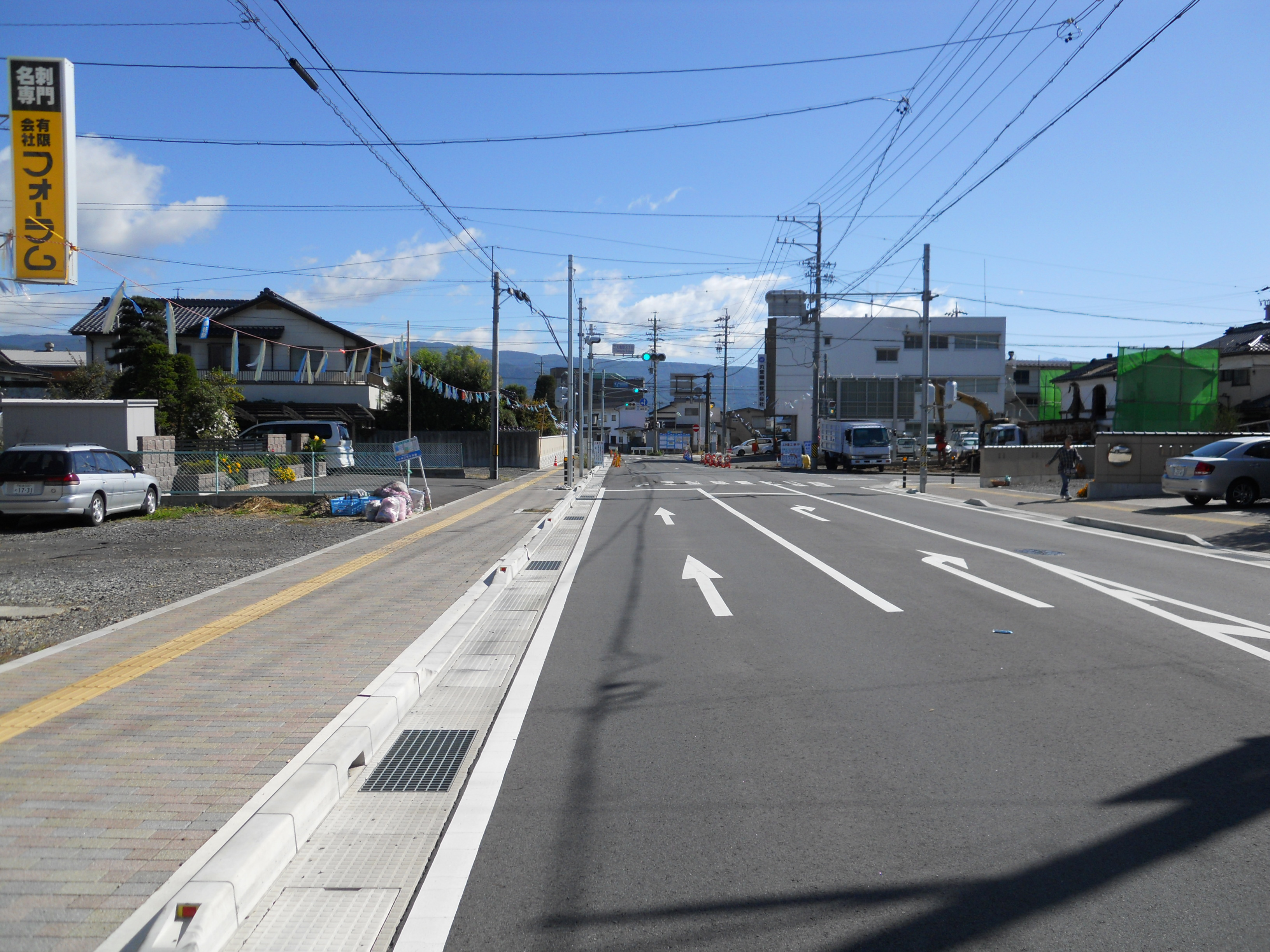
天竜3丁目交差点（起点）

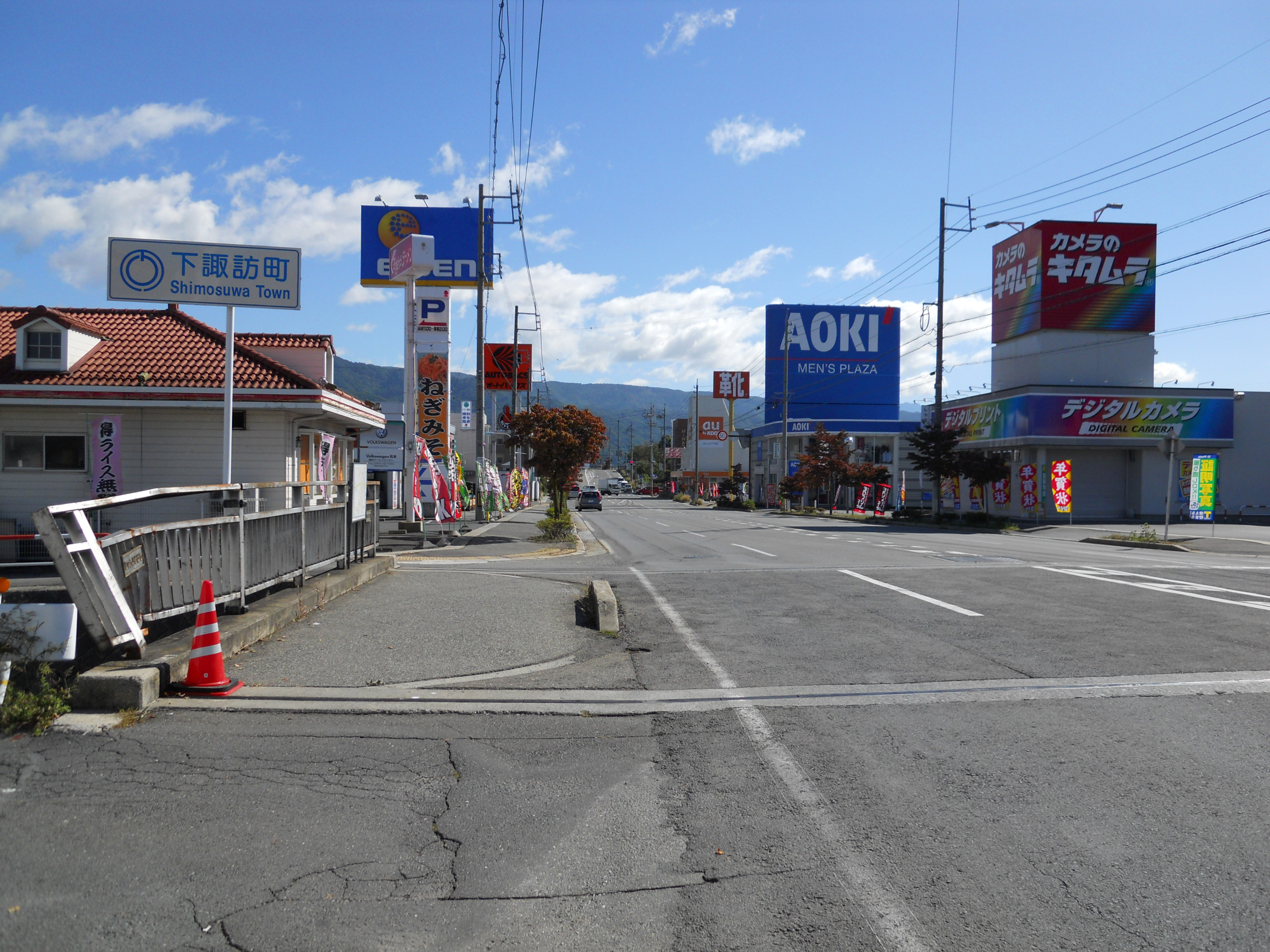
岡谷市・下諏訪町境界

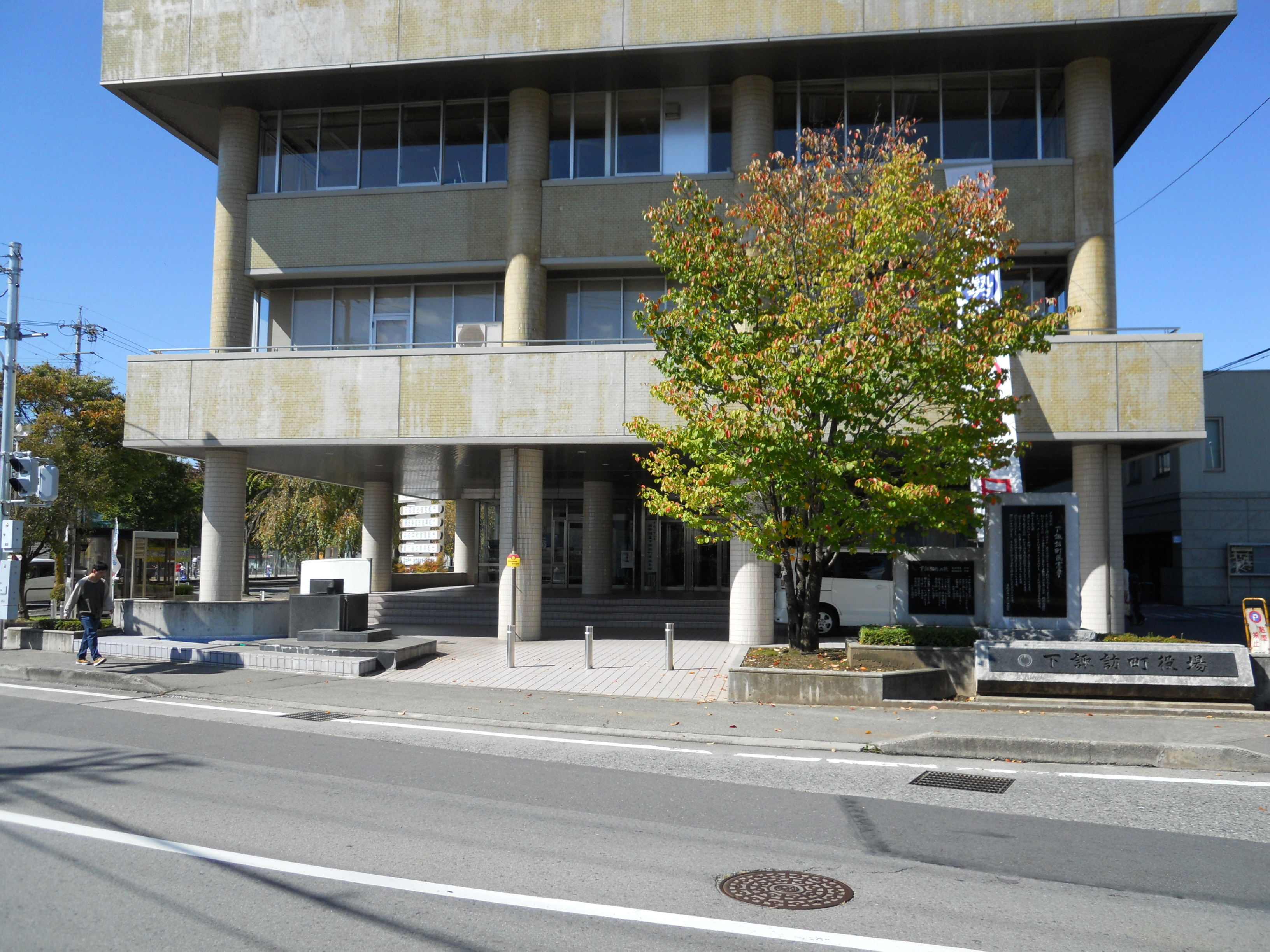
下諏訪町役場

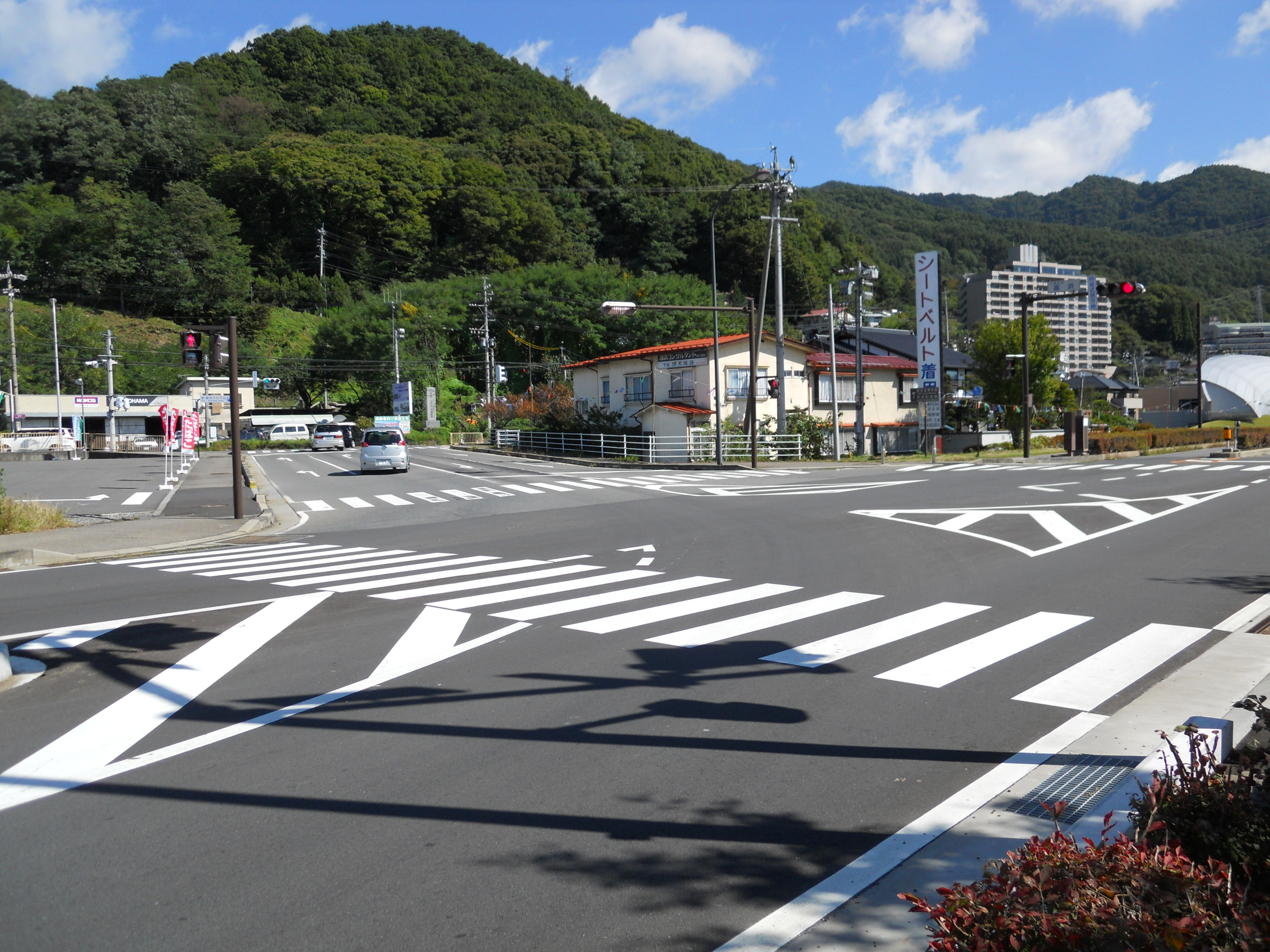
高浜交差点（終点）

長野県道185号岡谷下諏訪線（ながのけんどう185ごう おかやしもすわせん）は、長野県岡谷市から諏訪郡下諏訪町に至る一般県道である。

## 概要

### 路線データ
- 起点 : 長野県岡谷市（天竜町3丁目交差点＝長野県道16号岡谷茅野線交点）
- 終点 : 長野県諏訪郡下諏訪町（高浜交差点＝国道20号交点）
- 支線 : 下諏訪町赤砂交差点 - 春宮大門交差点（国道20号・長野県道184号諏訪大社春宮線交点）

## 地理

### 交差する道路
- 長野県道16号岡谷茅野線
- 国道20号 （高浜交差点）
- 長野県道184号諏訪大社春宮線 （春宮大門交差点）

### 沿線
- 長野県岡谷南高等学校
- 長野県岡谷東高等学校
- 下諏訪町役場
- 下諏訪郵便局
- ニデックインスツルメンツ
- 下諏訪駅
- 諏訪湖博物館